# Metophthalmus longipilis
Metophthalmus longipilis is een keversoort uit de familie schimmelkevers (Latridiidae). De wetenschappelijke naam van de soort werd in 1978 gepubliceerd door Adolf Wilhelm Otto.